# Jonas Bendiksen
Jonas Bendiksen (Tønsberg, 8 settembre 1977) è un fotografo norvegese, membro dell'agenzia Magnum, di cui è stato anche presidente.

## Biografia
Jonas Bendiksen nasce a Tønsberg, nel sud della Norvegia. Per diversi anni ha vissuto in Russia, dove ha scritto Satellites - Photographs from the Fringes of the former Soviet Union sulle repubbliche separatiste dell'ex Unione Sovietica, pubblicato nel 2006.
Intraprende l'arte della fotografia, catturando immagini dalle baraccopoli di Nairobi, Mumbai, Giacarta e Caracas per il libro The Places We Live, pubblicato nel 2008 e per una mostra contenente proiezioni e registrazioni vocali.
Bendiksen è stato candidato da Magnum Photos nel 2004 e ne è diventato membro nel 2008. Nel 2010 ne è stato presidente.

## Vita privata
Sposato e con tre figli, vive a Oslo.

## Pubblicazioni
- Satellites : photographs from the fringes of the former Soviet Union, New York, Aperture, 2006. ISBN 978-1597110235.
- The Places We Live, New York: Aperture, 2008. ISBN 978-1597110679.
- A Year in Photography: Magnum Archive, Prestel, Magnum, 2010. ISBN 978-3-7913-4435-5.
- Magnum Contact Sheets, edito da Kristen Lubben. Londra: Thames & Hudson, 2011. ISBN 9780500544129.
- Magnum Contact Sheets, edito da Kristen Lubben. Londar: Thames & Hudson, 2014. ISBN 978-0500544310. Edizione compatta.
- The Last Testament, New York: Aperture, 2017. ISBN 978-1597114288.
- The Book of Veles, London: Gost Books, 2021. ISBN  978-1910401613.